# Spara forte, più forte… non capisco
Pour plus de détails, voir Fiche technique et Distribution.
Spara forte, più forte… non capisco est un film italien réalisé par Eduardo De Filippo, sorti en 1966.
Le film est une adaptation par Eduardo De Filippo lui-même de sa pièce Le voci di dentro (it), créée en 1948.

## Fiche technique
- Titre : Spara forte, più forte... non capisco
- Réalisation : Eduardo De Filippo
- Scénario : Suso Cecchi D'Amico et Eduardo De Filippo d'après sa pièce Le voci di dentro (it)
- Photographie : Aiace Parolin, Danilo Desideri
- Montage : Ruggero Mastroianni
- Musique : Nino Rota
- Scénographie : Gianni Polidori
- Costumes : Enrico Job
- Son :
- Producteur : Pietro Notorianni
- Société de production : Master Films
- Pays d'origine :  Italie
- Langage : Italien
- Format : Couleur — 35 mm — 2.35:1 — Son : Mono
- Genre : Comédie, Film policier
- Durée : 100 minutes
- Dates de sortie :
  - Italie : 26 octobre 1966

## Distribution
- Marcello Mastroianni : Alberto Saporito
- Raquel Welch : Tania Montini
- Eduardo De Filippo : Nicola Saporito
- Regina Bianchi : Rosa Amitrano
- Leopoldo Trieste : Carlo Saporito
- Tecla Scarano : zia Rosa Cimmaruta
- Franco Parenti (it) : ispettore di polizia
- Guido Alberti : Pasquale Cimmaruta
- Rosalba Grottesi (it) : Elvira Cimmaruta
- Paolo Ricci : Aniello Amitrano
- Silvano Tranquilli : Lieutenant Bertolucci
- Pina D'Amato : Matilde Cimmaruta
- Gino Monopoli : Luigi Cimmaruta
- Ignazio Spalla : Carmelo Vitiello
- Pia Morra : la femme de chambre